# 天鑄
天鑄（英語：Ultima），位於香港九龍老龍坑佛光街23號，鄰近港鐵何文田站，是新鴻基地產旗下的豪宅項目。分為兩期發展，提供520個分層單位及7幢洋房，項目第一期於2015年6月中開售，2016年11月入伙；第二期於2016年3月中開售，樓花期僅約半年，在同年9月30日入伙。項目分層單位管理費每呎約4.98元。

## 歷史
物業前身是山谷道邨2期，曾規劃作居屋用途（原本興建5幢樓高48層「超級居屋」，並預計2005年落成），不過其後政府地皮則改作私人住宅。2010年6月，新地以109億元投得地皮，較底價高約60%，平均每方呎樓面地價達12,540元，創九龍區最高。當年為政府賣地計劃中第二貴的地皮。

## 簡介

### 住宅大樓
天鑄發展項目第1期包括3座住宅大樓（第6、7、8座）及7幢獨立屋（1至8號屋，不設4號）。住宅大樓各樓高27至28層（第6座為27層；第7、8座為28層），均不設庇護層，各配置5部電梯。每座3或5樓至頂層（第6座為29樓；第7、8座為31樓）為住宅樓層，每層設2至4伙單位，提供249伙分層單位及7座洋房。首張價單即供折實平均呎價達約3.2萬元，為何文田最貴的住宅。
而第2期由4座組成，主打3至4房大單位。當中中高層部分單位更可享九龍全景及遠眺維港煙花景。
項目的標準戶實用面積由885至3,173平方呎；特色單位則分為連平台戶及複式戶兩種：
- 連平台戶有5伙，實用面積由1,030至2,096平方呎，附連一個26至916平方呎平台
- 複式戶則有15伙，實用面積由1,921至3,173平方呎，配置停車位及平台（188至1,125平方呎）或花園（775或887平方呎）、位於頂層之複式戶另帶有天台（514至1,016平方呎）及梯屋（93至99平方呎）
- 當中6座28樓A室的頂層複式戶為分層樓王，實用面積達3,173平方呎，除了帶有1,125平方呎平台及1,016平方呎天台外，還附設私人泳池及按摩池[5]

為突顯住戶身份，項目首次引入機場級臉容辨識保安系統Cognitec3，以辨別未有記錄的外來訪客或住戶，同時記錄逗留時間，以確保住戶安全。

### 洋房
項目設有7幢三層高獨立式洋房，實用面積由2,722至3,406平方呎，樓底高度由3.06至7.15米，間隔由4房4套至5房4套，均配置50平方呎露台、225或233平方呎平台、1,265至2,070平方呎花園、463或555平方呎天台、116或127平方呎梯屋、363至467平方呎車位及私人泳池，部份另裝置有室內私人升降機。發展商在2018年以招標形式售出洋房，介乎2.18億至3.34億元，平均呎價高達7萬至9.8萬。根據土地註冊處的成交記錄，7個業主姓名全是普通話拼音，並且以公司名義購入。

## 豪華會所
酒店式住客會所CLUB ULTIMA樓高3層，面積逾12萬平方呎。大堂樓底最高達8米，設有76米長的落地玻璃，並設有6米高的水晶酒吧。地下設多用途球場、水療設施、卡拉ok房、20米長室內恒溫泳池連按摩池、健身室及跳舞間。1樓設宴會廳、餐廳、遊戲室、桌球室、微型電影院及多用途房。2樓設32米長室外泳池。
住戶可免費使用游泳池及健身室，而籃球場時租100元、K房及桌球室時租達150元。

## 私人停車場
天鑄共527伙，車位卻只有370個，供應有限。翻查租務市場，天鑄車位自用比率極高，一向甚少車位二手放租，如有車位放租，普遍月租叫價萬元以上。土地註冊處顯示，天鑄一個車位，2020年7月以660萬成交，曾經創下全港最貴的住宅車位紀錄。

## 興建圖像

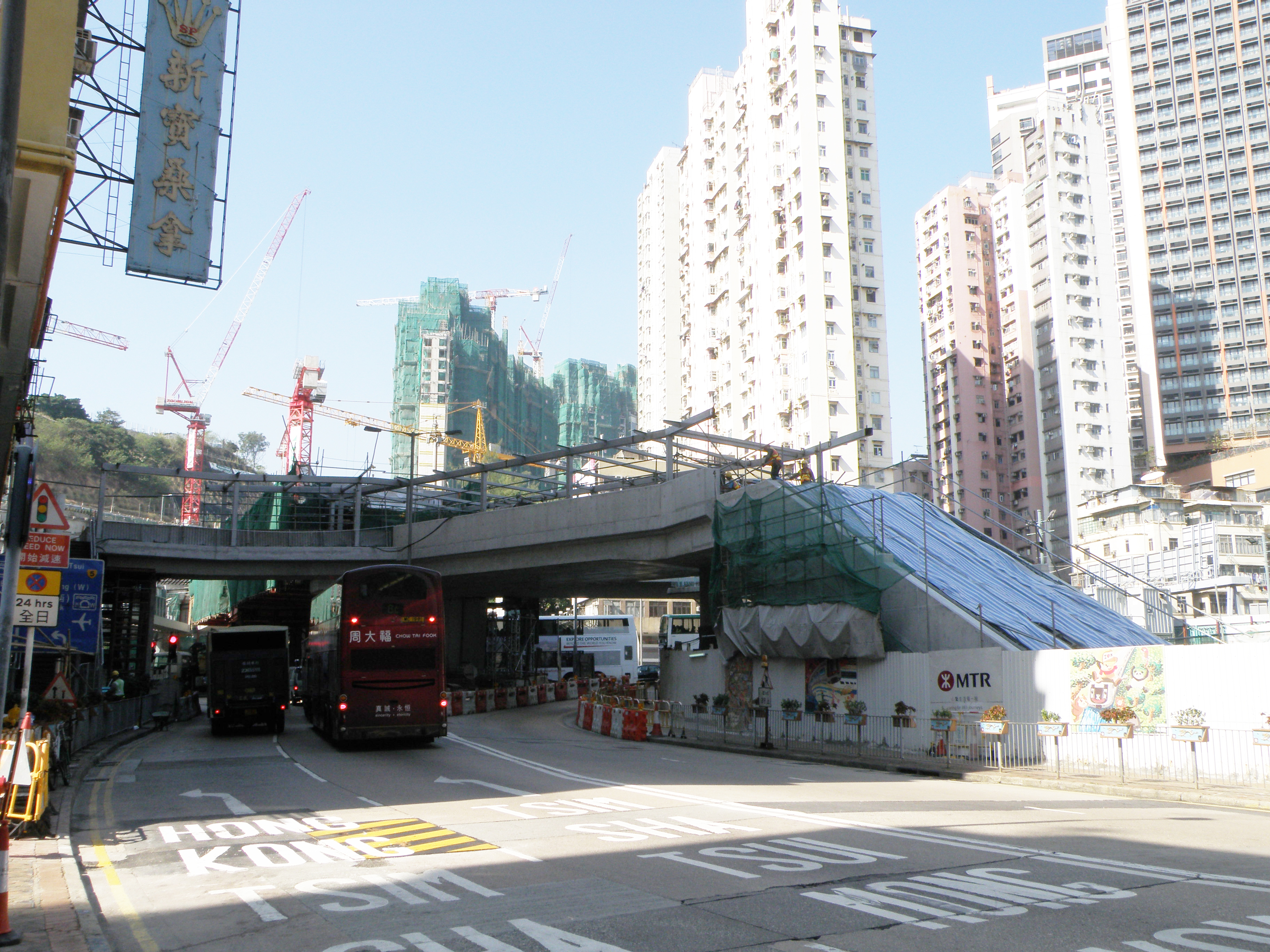
2014年11月（後方綠色築棚）
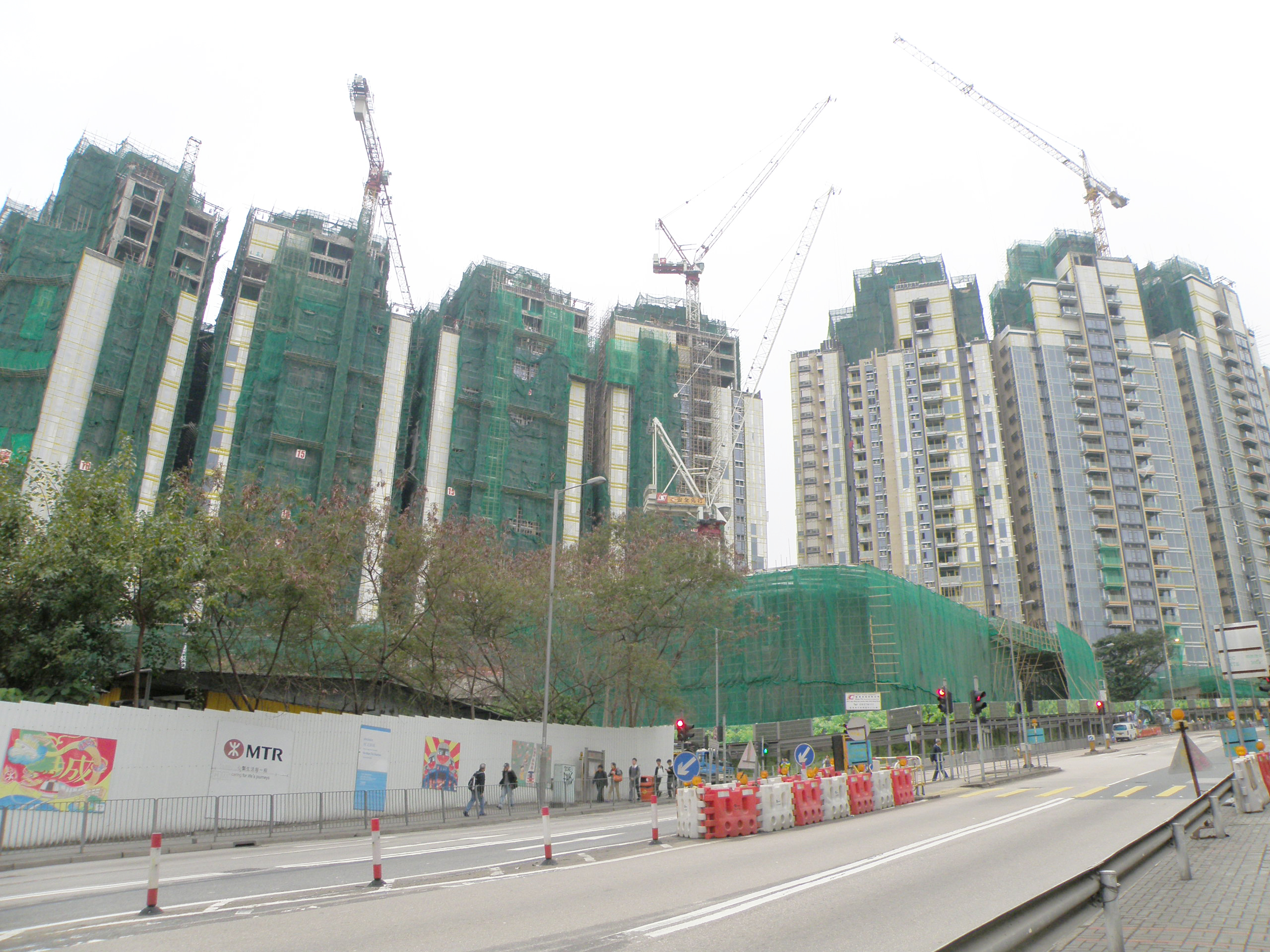
2015年3月
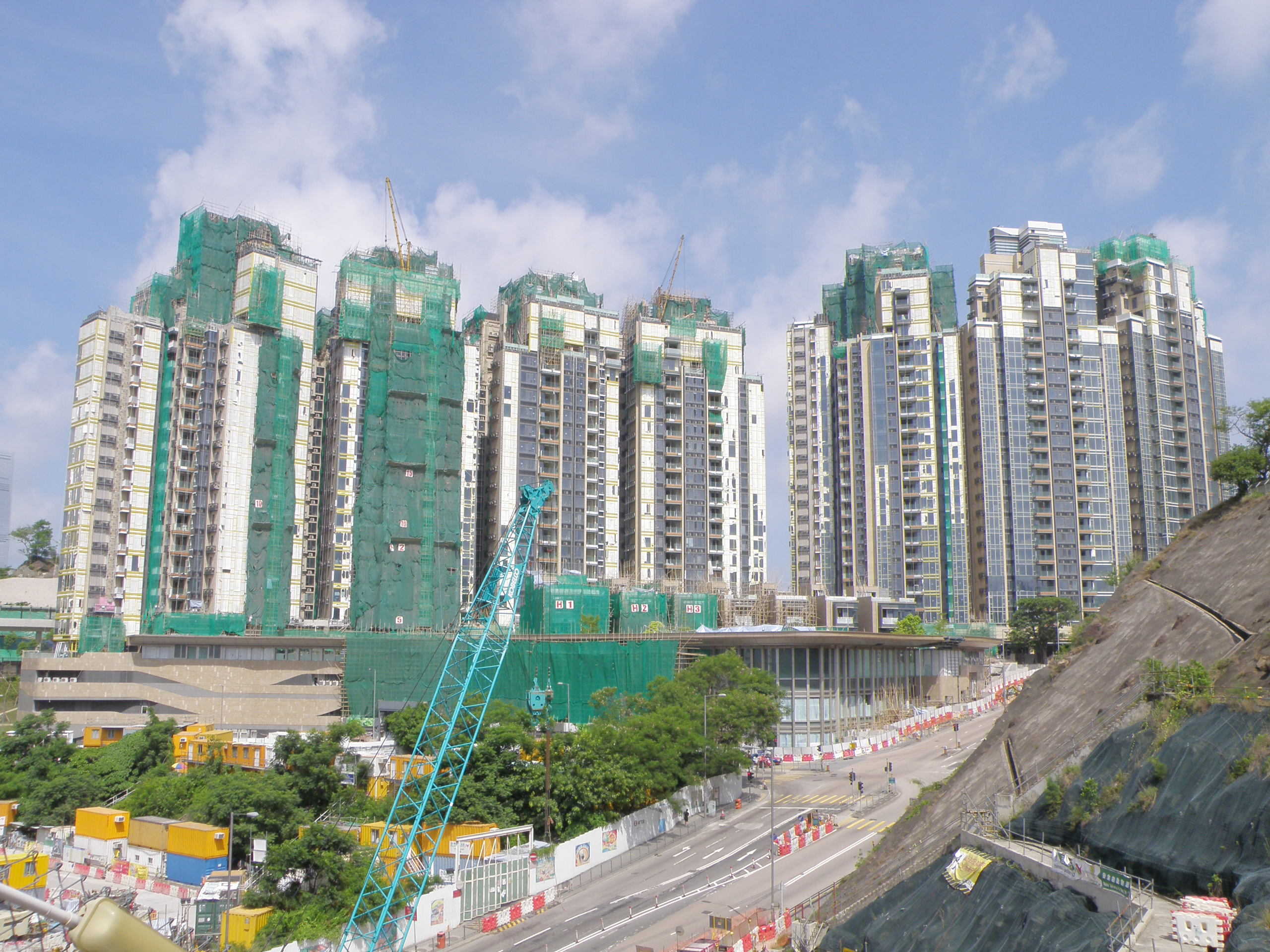
2015年7月

## 外部連結
- 官方网站